# Centre de recherches historiques de l'Ouest
Le Centre de recherches historiques de l’Ouest (CERHIO, CNRS UMR 6258, FRE 3004) était une unité mixte de recherche située à Angers (université d'Angers), Lorient (université de Bretagne-Sud), Le Mans (université du Maine), Rennes (université Rennes 2 Haute Bretagne, centre administratif).
Depuis 2017, ses activités se poursuivent pour l'essentiel dans deux structures de recherche : le laboratoire Tempora (EA 7468)  d'une part, le laboratoire TEMOS (Temps, Mondes, Sociétés) FRE 2015 d'autre part.
Le CERHIO était lui-même l’héritier de l’Institut armoricain de recherches historiques fondé à Rennes par Henri Fréville.
Il développe trois axes de recherches :
- cultures politiques et religieuses
- pouvoirs et régulations sociales
- sociétés littorales et rurales, espaces et échange

## Publications
Entre 2003 et 2007, le CERHIO a publié 905 publications et 45 thèses[réf. nécessaire].

## Structures
Le centre disposait d'une bibliothèque de recherche (Rennes) composée de plus de 13 280 ouvrages, de 150 périodiques, et de près de 3 000 mémoires de maîtrise, DEA et thèses.